# Durham (hạt)
Durham (/ˈdʌrəm/, địa phương /ˈdɜːrəm/) là một Hạt tại vùng North East England, Anh. Thủ phủ là Durham, một thành phố nhà thờ chính toà. Khu dân cư lớn nhất là Darlington, tiếp theo là Hartlepool va Stockton-on-Tees. Hạt giáp với Tyne and Wear về phía đông bắc, Northumberland về phía bắc, Cumbria về phía tây và North Yorkshire về phía nam. Trong quá khứ, hạt bao gồm cả miền nam Tyne and Wear, trong đó có Gateshead và Sunderland.
Trong thời Trung cổ, hạt là một trung tâm của giới tăng lữ; chủ yế là do lăng mộ của Thánh Cuthbert nằm tại Nhà thờ chính tòa Durham, và quyền lực rộng lớn cấp cho Giám mục Durham với tư cách người cai trị hạt sứ quân Durham. Hạt có di sản hỗn hợp về khai mỏ và nông nghiệp, cũng như ngành đường sắt nặng, đặc biệt là tại phía đông nam của hạt gồm Darlington, Shildon và Stockton. Có nhiều mỏ tại đây. Đây là một khu vực cải tạo về kinh tế và được xúc tiến làm địa điểm du lịch; tại trung tâm của thành phố Durham có Lâu đài Durham và Nhà thờ chính toà Durham là di sản thế giới UNESCO.